# Полицајац манијак 3: Значка тишине
Полицајац манијак 3: Значка тишине (енгл. Maniac Cop 3: Badge of Silence) амерички је хорор филм из 1993, режисера Вилијама Лустига. Представља директан наставак филма Полицајац манијак 2 и последњи у трилогији Полицајац манијак. Роберт Дејви се вратио у улогу главног протагонисте, поручника Шона Макинија, а Роберт З'Дар у улогу главног антагонисте, Мета Кордела.
Филм је наишао на бројне потешкоће у фази предпродукције и продукције, што је проузроковало да и сценариста и редитељ у једном тренутку одустану од снимања. Добио је негативне критике и сматра се најслабијим делом трилогије.

## Радња
Након догађаја из претходног дела, вудистички свештеник враћа у живот Мета Кордела, који поново узима своју значку и наставља са „спровођењем закона”, кажњавајући невине. Поручник Макини се враћа на Корделов случај, док он прогони полицајку Кејти Салвиан.

## Улоге
| Глумац          | Улога                        |
| --------------- | ---------------------------- |
| Роберт Дејви    | детектив поручник Шон Макини |
| Роберт З'Дар    | Метју „Мет” Кордел           |
| Кејтлин Далејни | др Сузан Фоулер              |
| Гречен Бекер    | Кејти Саливан                |
| Пол Глисон      | Хенк Куни                    |
| Џеки Ерл Хејли  | Френк Џесуп                  |
| Џулијус Харис   | Хунган Малфејтер             |
| Гранд Л. Буш    | Вилијам                      |
| Даг Савант      | др Питер Мајерсон            |
| Роберт Форстер  | др Пауел                     |
| Боби ди Чико    | бискуп                       |
| Тед Рејми       | репортер                     |
| Ванеса Маркез   | Тери                         |